# جيف كارتر (لاعب البولنغ)
جيف كارتر (بالإنجليزية: Jeff Carter)‏ هو لاعب البولنغ ‏ أمريكي، ولد في 18 يونيو 1969.